# Pepin de Péronne
Pepin de Péronne (zm. 840) – senior Péronne i Saint-Quentin, syn Bernarda, króla Włoch i jego żony Kunegundy. W roku 840 opowiedział się po stronie Lotara I przeciwko Karolowi Łysemu. Był założycielem dynastii Herbertynów, ostatnich męskich potomków Karola Wielkiego. Imię jego żony nie jest znane, wiadomo jednak, że posiadał trzech synów:
- Bernard - hrabia Laon
- Pepin II (zm. 893) - senior Valois i hrabia Senlis
- Herbert I (zm. 900) - hrabia Soissons, Meaux oraz Vermandois, świecki opat Saint-Crépin.